# Fáskerthy György
Fáskerthy György, családi nevén Fáskerti (Arad, 1923. március 9. – Bukarest, 1977. december 2.) romániai magyar szerkesztő, író, műfordító. Fáskerti Tibor és Balla Erzsébet fia.

## Életútja
Középiskolai tanulmányait Budapesten kezdte meg, de szüleit kiutasították Magyarországról. Aradra visszatérve képesítetlen munkásként dolgozott s bekapcsolódott az illegális KISZ-munkába. 1944-től pártaktivista, majd a Román Munkáspárt (RMP) könyvkiadójában (1947-51) és az Állami Irodalmi és Művészeti Kiadóban (1951-54) szerkesztő. A Ştiinţa şi Tehnica "Tudományos-fantasztikus elbeszélések" c. magyar mellékletének felelős szerkesztője (1955-58).
Az Utunk 1949. évi novellapályázatán tűnt fel; egy tudományos-fantasztikus elbeszélése magyarul és románul jelent meg (1958); lefordította Marin Preda, Cezar Petrescu, Ion Marin Sadoveanu, Radu Tudoran több regényét. I. M. Sadoveanu regényét: Századvég Bukarestben. (Bukarest, 1976.) Elbeszéléseiben és megkezdett regényciklusában színterek, hősök, helyzetek, cselekmények látványos gazdagságára törekedett, társadalmi és korfestő célzatossággal, köztük Az ember, aki bükkfa volt (elbeszélések, 1968); Légszomj (regény, 1970).

## Külső hivatkozások
- Kortárs magyar írók : 1945-1997